# Cosmarium laeve
Cosmarium laeve  là một loài Song tinh tảo trong họ Desmidiaceae, thuộc chi Cosmarium.

## Các đơn vị dưới loài
- Cosmarium laeve var. laeve
- Cosmarium laeve var. westii
- Cosmarium laeve var. rodundatum ‎
- Cosmarium laeve var. octangularis ‎
- Cosmarium laeve var. distentum